# Horst Gräf
Horst Karl Gräf (* 6. Juli 1937 in Solingen) ist ein deutscher Jurist. Er war von 1990 bis 1999 Staatssekretär im Ministerium für Stadtentwicklung, Wohnen und Verkehr des Landes Brandenburg.

## Leben

### Ausbildung
Gräf studierte Rechtswissenschaften und Volkswirtschaftslehre in Bonn und Berlin. Er schloss das Studium als Diplom-Volkswirt ab und legte im Jahr 1968 das Zweite Staatsexamen in Düsseldorf ab. Im Jahr 1981 wurde er an der Freien Universität Berlin zum Dr. rer. pol. promoviert.

### Beruflicher Werdegang
Nach Ablegen der Staatsexamina trat er 1969 in den Staatsdienst und wurde Beamter des Landes Nordrhein-Westfalen. Er war bis 1989 in verschiedenen Positionen unter anderem im Ministerium des Innern, der Staatskanzlei sowie im Ministerium für Landes- und Stadtentwicklung des Landes Nordrhein-Westfalen in Düsseldorf tätig. Im Ministerium für Landes- und Stadtentwicklung war er ab 1980 als Ministerialdirigent und Leiter der Abteilung I Volkswirtschaftliche Grundsatzangelegenheiten der Landes- und Stadtentwicklung, Personal, Organisation, Haushalt tätig.
Von 1986 bis 1990 nahm er zudem einen Lehrauftrag an der Rheinisch-Westfälischen Technischen Hochschule Aachen sowie anschließend von 1991 bis 1993 einen Lehrauftrag an der Freien Universität und an der Humboldt-Universität zu Berlin wahr.
Im Jahr 1990 wechselte er im Zuge der Deutschen Wiedervereinigung unter Minister Jochen Wolf (SPD) als Staatssekretär in das Ministerium für Stadtentwicklung, Wohnen und Verkehr des Landes Brandenburg nach Potsdam. In dieser Funktion war er auch Vorsitzender des Aufsichtsrates der Landesentwicklungsgesellschaft Brandenburg. Als Staatssekretär diente er ab 1993 unter Minister Hartmut Meyer (SPD) bis zu seinem Austritt aus dem Staatsdienst im Jahr 1999.
Im Jahr 1994 wurde er Professor für Stadtentwicklung an der Potsdam School of Architecture. Nach Ausscheiden aus dem Dienst des Landes Brandenburg wurde er als Rechtsanwalt tätig.